# Ђерђ Поја
Ђерђ Поја (мађ. Pólya György; Будимпешта, 13. децембар 1887 — Пало Алто, 7. септембар 1985) је био мађарски математичар.
Био је активан у много различитих математичких области, као што су редови, теорија бројева, комбинаторика, и вероватноћа.
У каснијем периоду живота се активно бавио покушајима да карактеризује опште методе које људи користе у решавању проблема, и да опише како се решавање проблема треба учити и предавати. Написао је три књиге на ову тему: How to Solve It, Mathematics and Plausible Reasoning Volume I: Induction and Analogy in Mathematics, и Mathematics and Plausible Reasoning Volume II: Patterns of Plausible Reasoning.
У делу How to Solve It, Поја представља општу хеуристику за решавање проблема свих типова, не само математичких. Књига садржи савете за предавање математике студентима, и мини енциклопедију хеуристичких израза. Преведена је на неколико језика, и продата у преко милион примерака. Руски физичар Жорес Иванович Алферов, (нобеловац из 2000) ју је похвалио, рекавши да му се ова чувена књига врло свидела.
1976, Математички савез Америке је успоставио награду Ђерђ Поја, „за чланке који одлично објашњавају, објављене у часопису College Mathematics Journal."
У делу Mathematics and Plausible Reasoning Volume I, Поја разматра индуктивно резоновање у математици, под чим подразумева резоновање од појединачних случајева ка општем правилу. (Такође, једно поглавље је о техници математичке индукције, али ова техника није главна тема књиге.) У књизи Mathematics and Plausible Reasoning Volume II, разматра општије форме индуктивне логике, које се могу користити да се грубо одреди у ком степену је хипотеза (специфично математичка хипотеза) прихватљива.
Неки цитати:
- . (превод: Како ми је потребно пиће, алкохолно наравно, после тешких поглавља која се тичу квантне механике) (Ово је мнемоничка реченица која помаже у памћењу првих петнаест цифара броја пи; број слова у свакој речи представља цифру)
- Ако не можеш да решиш проблем, онда постоји лакши проблем који можеш да решиш: нађи га.
- Велико откриће решава велики проблем, али постоји зрнце открића у решењу сваког проблема. Твој проблем може бити скроман, али ако он изазива твоју радозналост, и изводи на сцену твоје инвентивне способности, и ако га решиш својим снагама, можеш искусити напетост, и уживати у тријумфу открића.
- Жељно размишљање је замишљање добрих ствари које немаш... Оно може бити лоше као што је превише соли лоше у супи или као што је чак и мало белог лука лоше у чоколадном пудингу. Мислим, жељно размишљање може бити лоше ако га је превише или ако је на погрешном месту, али оно је добро по себи и може бити од велике помоћи у животу и у решавању проблема.